# Station Haarlem
Station Haarlem is het belangrijkste spoorwegstation van Haarlem, gelegen aan de spoorlijn Amsterdam - Rotterdam (de Oude Lijn), de spoorlijn Haarlem - Uitgeest en de spoorlijn Haarlem - Zandvoort.

## Geschiedenis
Het eerste station Haarlem werd geopend op 20 september 1839, als een van de drie stations van de spoorlijn Amsterdam - Haarlem, de eerste spoorlijn van de HIJSM en tevens de eerste Nederlandse spoorweg (Amsterdam – Halfweg – Haarlem), nu deel van de Oude Lijn.
In Haarlem kwam het eerste en tijdelijke station buiten het centrum en de stadswallen van Haarlem te liggen. 

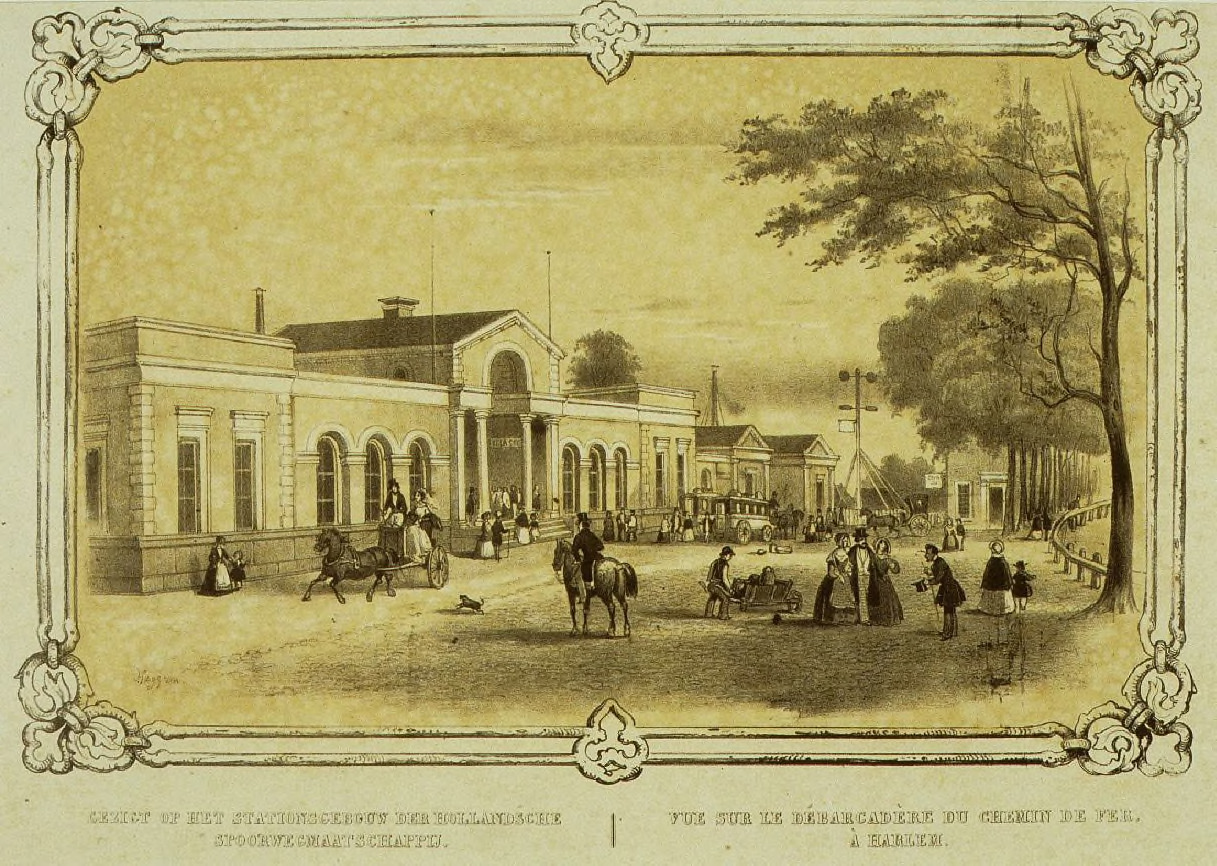
Het hoofdgebouw van het oude (tweede) station uit 1842 in 1863.

In 1842 werd het tijdelijke station, dat net buiten de Amsterdamse Poort stond, vervangen door een station op de definitieve locatie aan de noordkant van het centrum, in de buurt die bekend staat als de Stationsbuurt. Bij deze verplaatsing kwam ook de overbrugging van het Spaarne, door middel van de Spaarnespoorbrug, in gebruik. Het station is een van de weinige 19e-eeuwse stations in Nederland die binnen een 17e-eeuwse omwalling werden gebouwd.
Op de plaats van het tijdelijke station, aan de Oudeweg, bevindt zich sinds 1839 ook het terrein van de Hoofdwerkplaats Haarlem van NS Treinmodernisering (NSTM).
In 1842 werd de spoorlijn tussen Amsterdam en Haarlem verlengd naar Leiden. Aanvankelijk was de spoorlijn uitgevoerd in breedspoor, met een spoorwijdte van 1945 mm. In 1865 werd het spoor versmald tot normaalspoor (1435 mm). In 1867 kwam de spoorlijn Haarlem - Uitgeest in gebruik en in 1881 de spoorlijn Haarlem - Zandvoort. De tegenover het station gelegen fabriek van Beijnes kreeg in 1891 een spooraansluiting, die in 1952 kwam te vervallen. In 1912 werd station Haarlem aangesloten op de Haarlemmermeerspoorlijnen. Haarlem kreeg daarmee een tweede station erbij, station Rijksstraatweg, waar enkel treinen van de Haarlemmermeerspoorlijnen halteerden. Dit station aan de Amsterdamsevaart werd in 1936 gesloten. Niet ver daarvandaan werd in 1998 station Haarlem Spaarnwoude geopend.

## Stationsgebouw

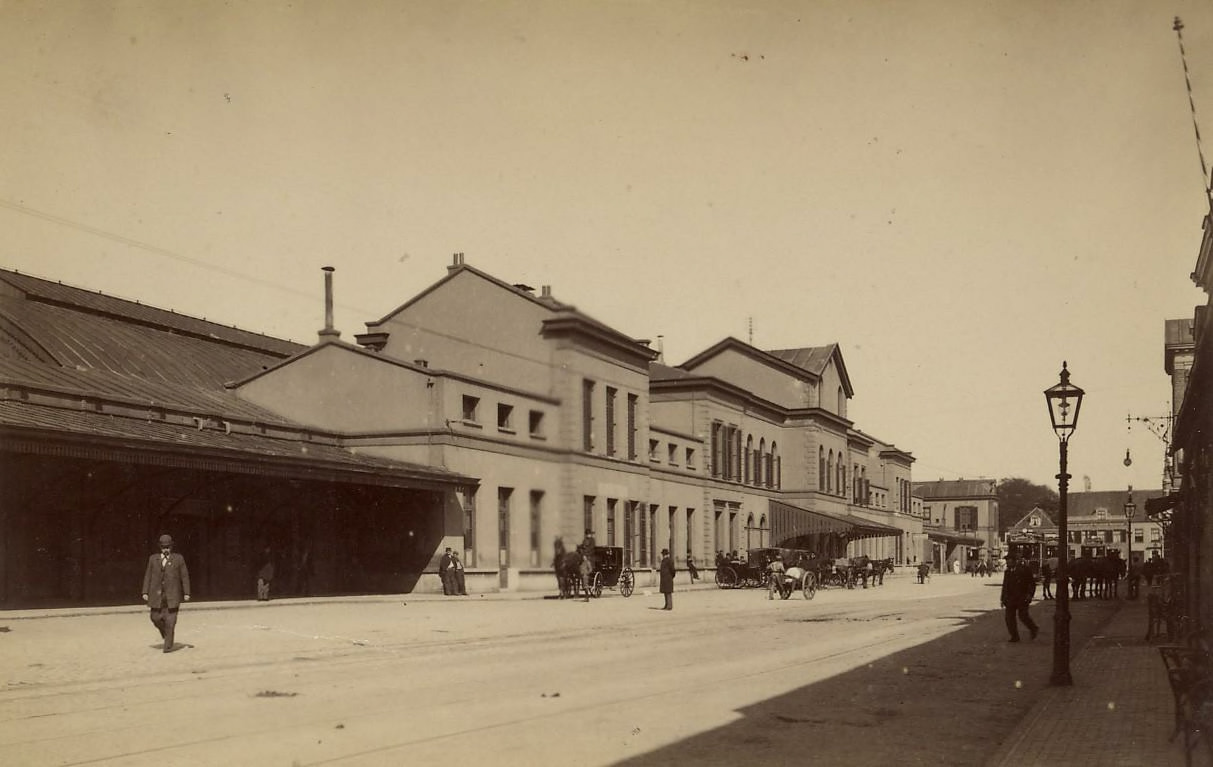
Het derde stationsgebouw in 1890

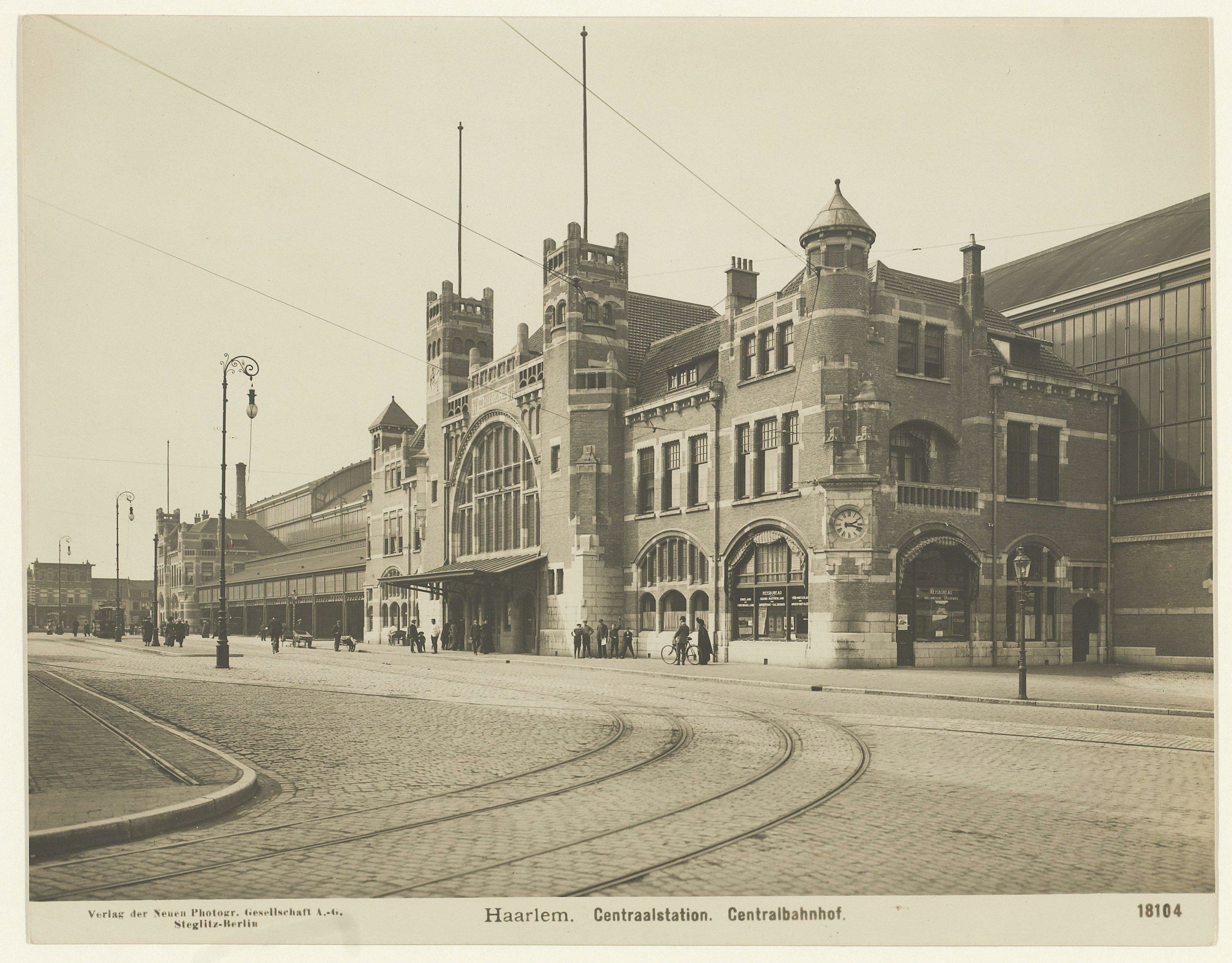
Het nieuwe gebouw tussen 1908 en 1910

Het oorspronkelijke stationsgebouw uit 1842 werd in 1867 verbouwd en in 1906-1908 vervangen door een nieuw gebouw van Dirk Margadant aan de nu hooggelegen spoorlijn. Kenmerkend zijn de twee verschillende in- en uitgangsgebouwen en de situering van de wachtkamers en restauratie op het eilandperron. Het is het enige station in Nederland in de art nouveau of jugendstil-stijl, en een van de markantste gebouwen in de stad Haarlem. In het gebouw zijn vele tegeltableaus aangebracht (zie afbeelding).
Een van de weinige grote veranderingen sinds de bouw van het stationsgebouw is de aanleg van het derde perron langs spoor 8 in 1953, waarvan de architectuur contrasteert met de rest van het gebouw.
Het station is meerdere keren gebruikt voor filmopnamen, zoals voor Als twee druppels water van Fons Rademakers in 1963, voor Het meisje met het rode haar van Ben Verbong (1981), voor Zwartboek van Paul Verhoeven in 2005 en voor de Amerikaanse actiefilm Ocean's Twelve van Steven Soderbergh in 2004, waarin het Haarlemse perron station Amsterdam Centraal moest voorstellen.
In de gebouwen op het grote middenperron bevonden zich, naast dienstruimten, ook wachtzalen en andere reizigersfaciliteiten, waaronder twee zalen voor de stationsrestauratie. Een van deze gebouwen is sinds 2011 in gebruik als een kleine bibliotheek met wachtruimte en koffieautomaat.
Op 15 september 2008 was er een groot feest ter gelegenheid van het honderdjarig bestaan van het huidige stationsgebouw van Haarlem.

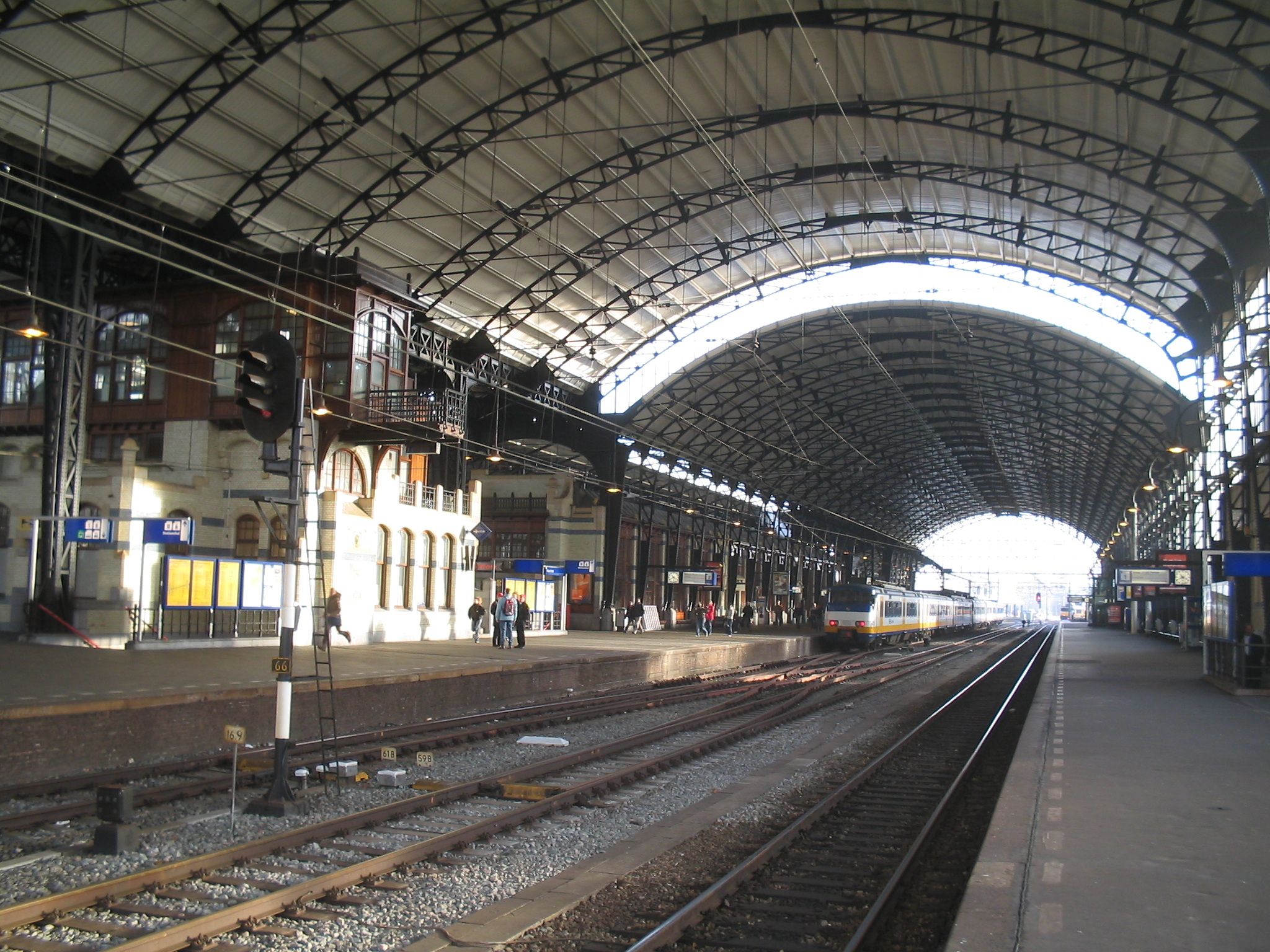
Stationsoverkapping
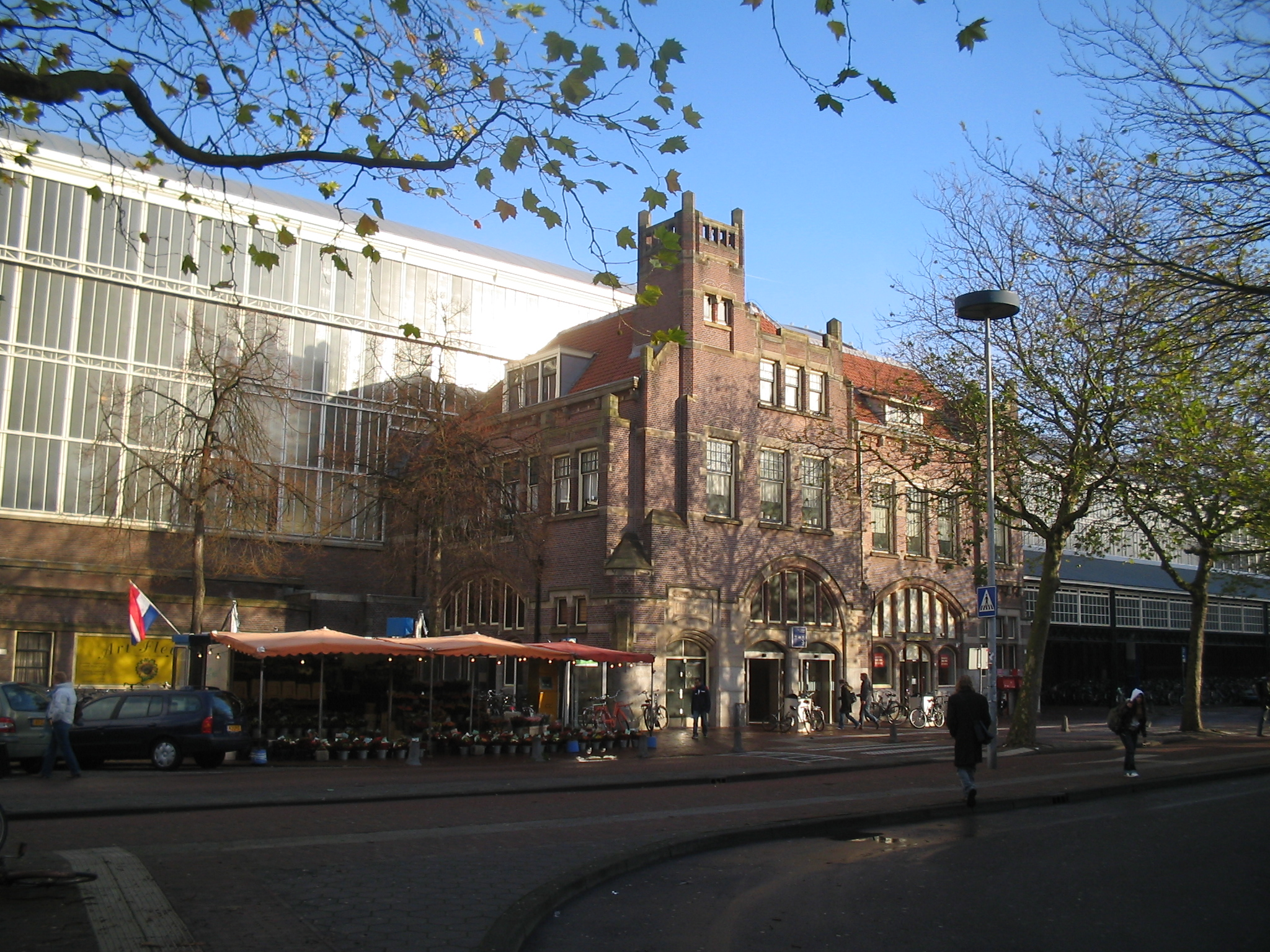
Een van de drie uitgangsgebouwen
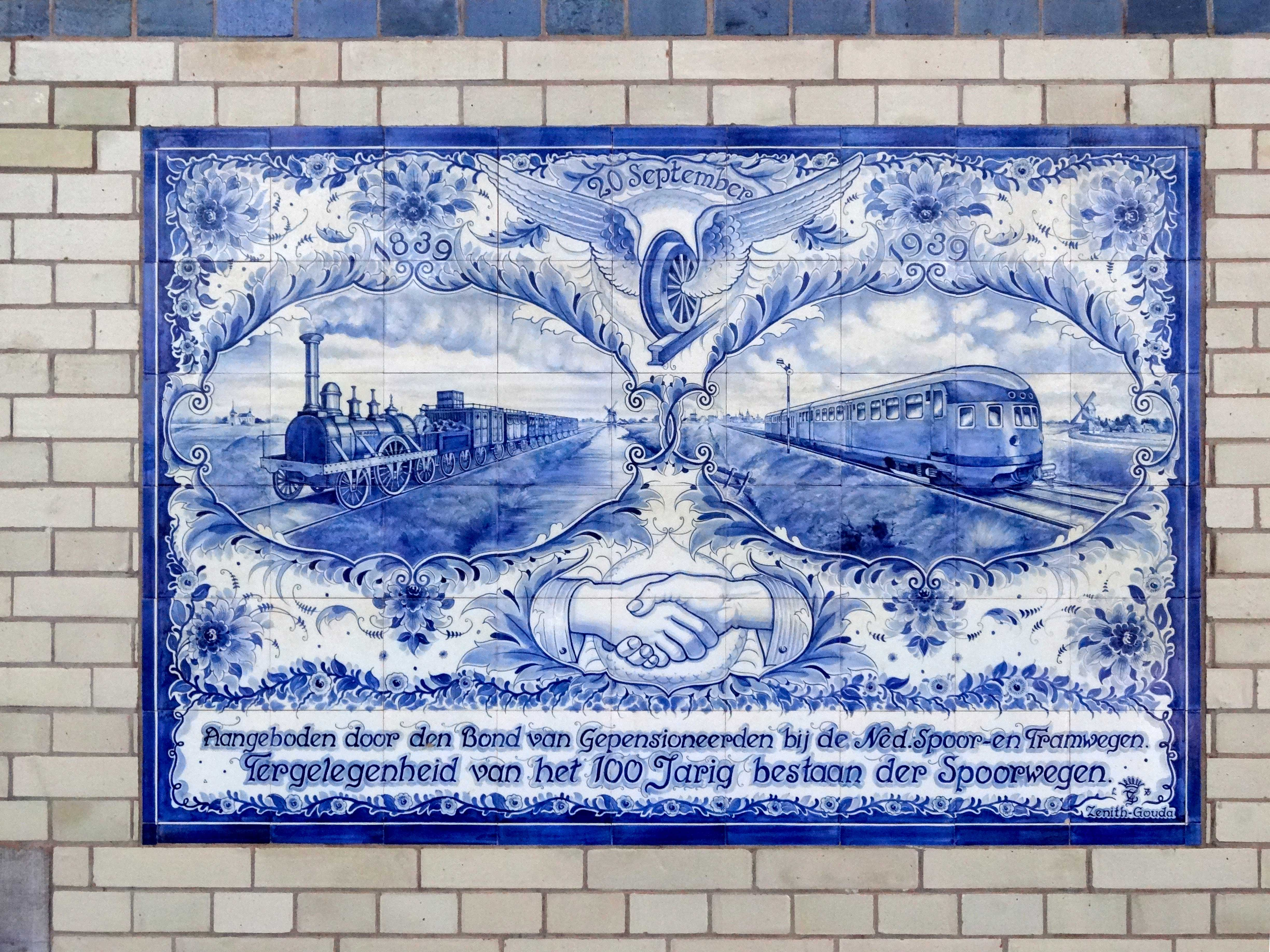
Tegeltableau 100 jaar spoorwegen; 1839-1939 door Zenith Gouda
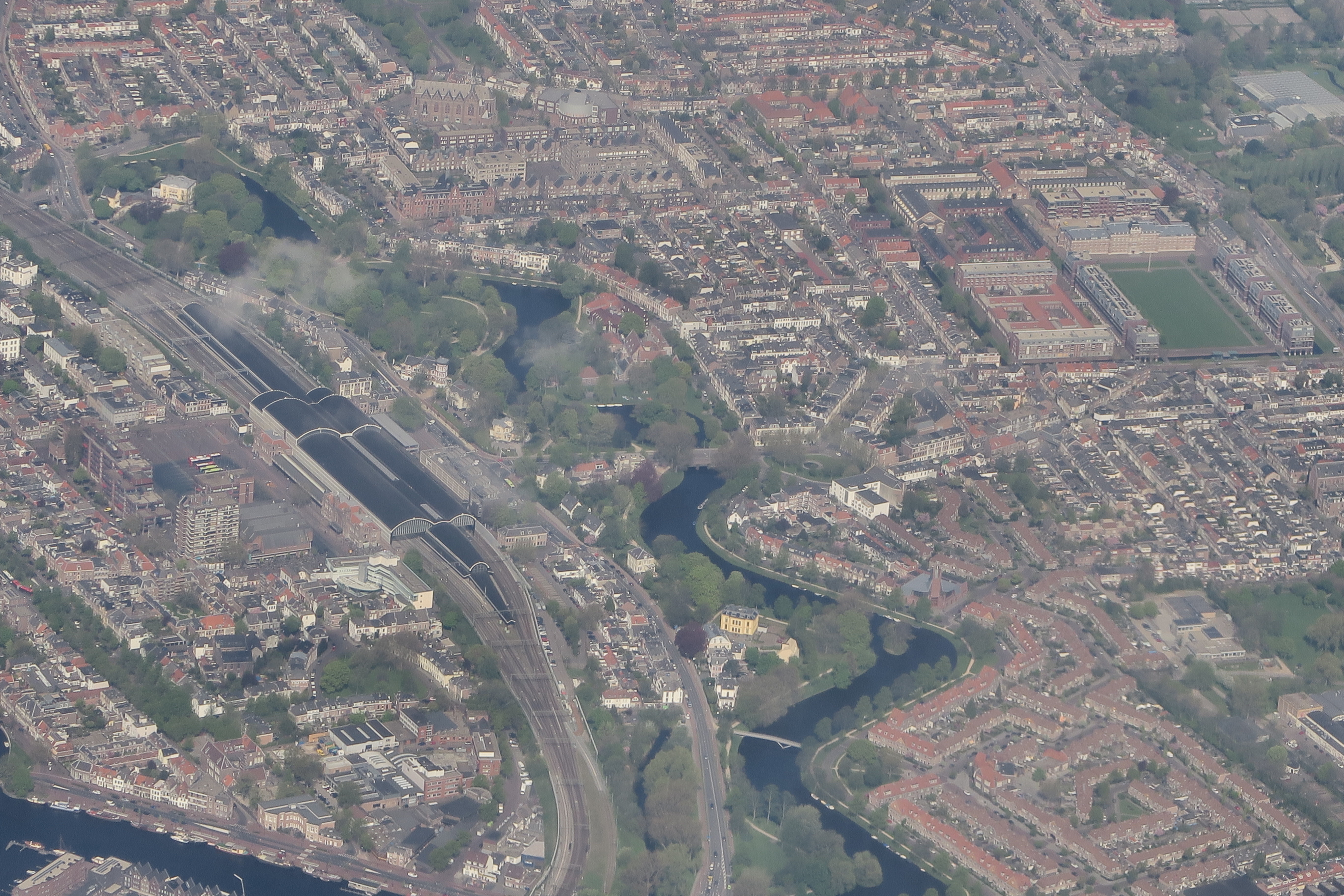
Het station vanuit de lucht
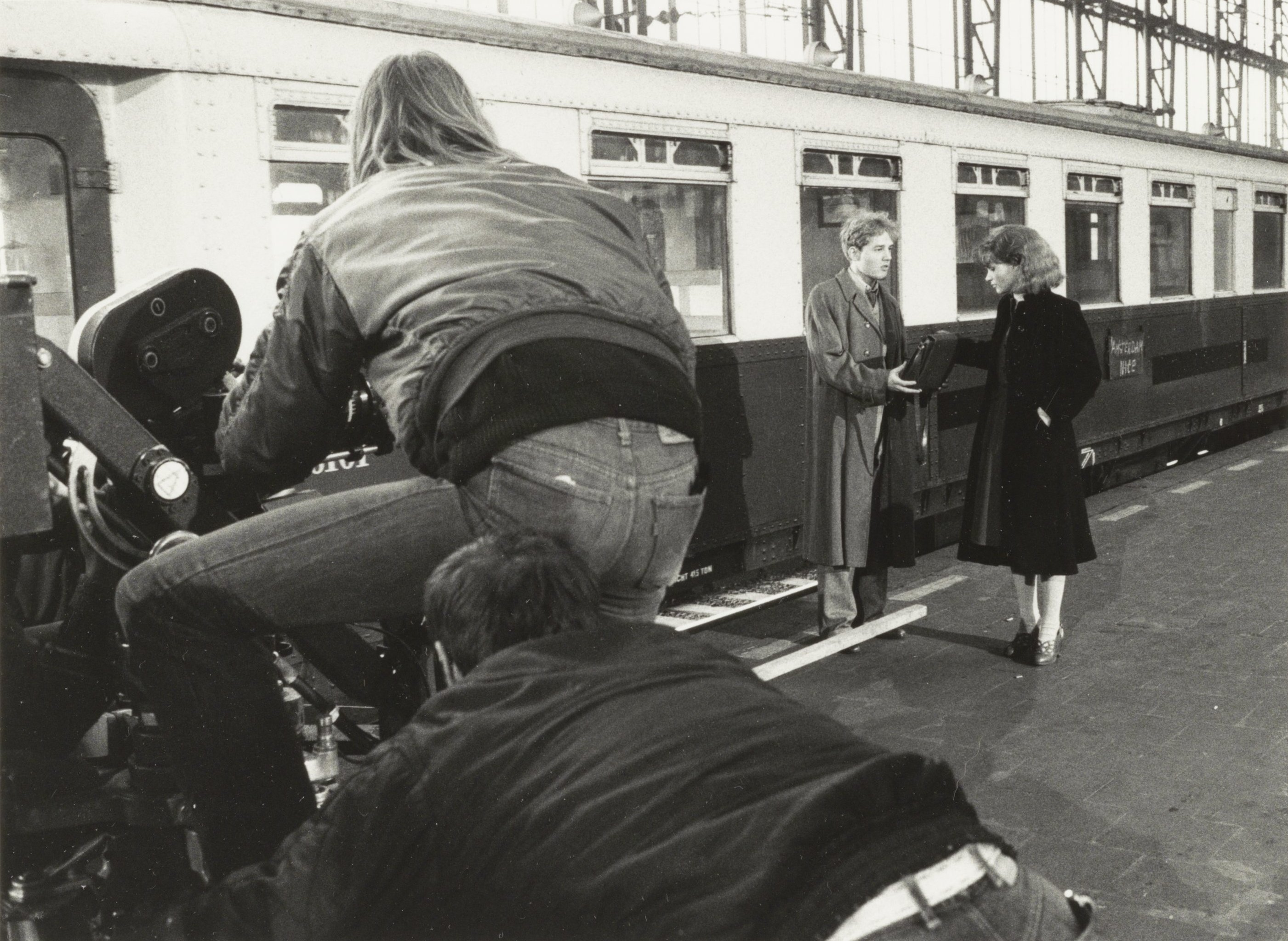
Filmopname op het perron voor de film Het meisje met het rode haar
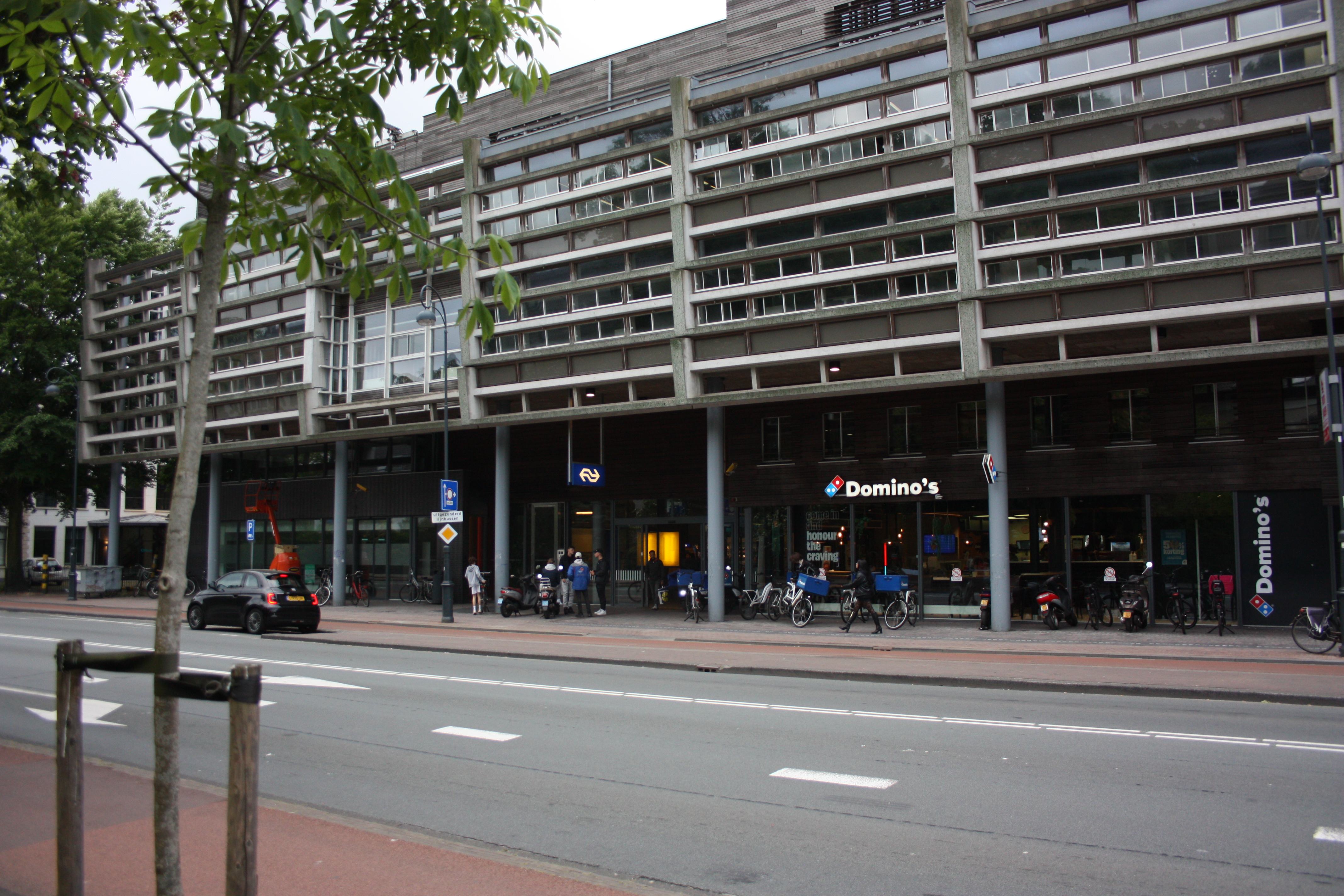
Achterzijde van het station

## Spoorlijnen
In 1912 kwam de spoorlijn Aalsmeer - Haarlem in gebruik, onderdeel van de Haarlemmermeerspoorlijnen. Hiervoor werd de brug over het Spaarne van een derde spoor voorzien. Sinds de opheffing van de lijn naar Hoofddorp in 1936 is dit spoor in gebruik gebleven als verbinding met de Hoofdwerkplaats Haarlem.
De sporen in station Haarlem werden in 1927 geëlektrificeerd als onderdeel van de elektrificatie van de Oude Lijn. Ook de lijn naar IJmuiden werd toen elektrisch. De lijn naar Zandvoort werd in 1935 geëlektrificeerd. Het locomotievendepot werd datzelfde jaar opgeheven.
Tot 1986 was Haarlem een belangrijk station in Nederland. Sinds de opening van de westtak van de Schiphollijn reden echter de meeste doorgaande treinen naar Rotterdam, Zeeland en België via station Schiphol Airport.
Lange tijd stopte aan het derde perron (spoor 8) de intercity uit Limburg naar Zandvoort. Vanaf 1996 was dit het aankomst- en vertrekspoor voor de intercity's naar Heerlen en Maastricht, maar sinds december 2006 stopt de trein van Amsterdam naar Zandvoort op dit spoor en sinds december 2011 ook die naar Uitgeest. De intercity's van de Oude Lijn stoppen nu in beide richtingen aan het grote middenperron (sporen 3 en 6).
Sinds de invoering van de dienstregeling 2012 rijden doorgaande intercitytreinen Amsterdam - Den Haag - Rotterdam - Zeeland weer de oude route (van voor 1986) over Haarlem, onder meer om ruimte te maken voor Fyra-treinen op het traject Amsterdam Centraal - Schiphol. Ook de treinen Haarlem - Alkmaar hebben nu de benaming intercity maar rijden alleen in de spits in één richting, zodat het aantal intercity's in dit spoorwegknooppunt sterk is gestegen. Vanaf de dienstregeling van 2018 reden in de ochtendspits 6 treinen naar Haarlem en in de middagspits 6 treinen van Haarlem. Na de afschaling van de dienstregeling in 2020 vervielen deze treinen. Vanaf de dienstregeling 2025 zijn weer 2 treinen voorzien, in de ochtendspits 2 treinen naar Haarlem en in de middagspits 2 treinen van Haarlem.
Voor de splitsing van de lijnen naar Uitgeest, Zandvoort en Leiden is er een klein opstelterrein waar ongebruikt materieel staat. Tevens ligt op dit opstelterrein een spoor waar museum-materieel wordt opgeknapt

## Treinen
Treinseries die het station aandoen:
| Serie | Treinsoort     | Route | Bijzonderheden |
| ----- | -------------- | --- | --- |
| 2100  | Intercity (NS) | Amsterdam Centraal – Haarlem – Leiden Centraal – Den Haag Centraal | rijdt niet na 22.00 behalve op vrijdag en zaterdag |
| 2200  | Intercity (NS) | Amsterdam Centraal – Amsterdam Sloterdijk – Haarlem – Leiden Centraal – Den Haag HS – Delft – Schiedam Centrum – Rotterdam Centraal – Dordrecht – Roosendaal – Vlissingen | Rijdt op weekdagen overdag 1x/uur en vormt een halfuurdienst met series 2300 (tussen Amsterdam Centraal en Roosendaal) en 6500 (tussen Roosendaal en Vlissingen). 's Avonds en in het weekend rijdt deze serie 2x/uur. |
| 2300  | Intercity (NS) | Amsterdam Centraal – Amsterdam Sloterdijk – Haarlem – Leiden Centraal – Den Haag HS – Delft – Schiedam Centrum – Rotterdam Centraal – Dordrecht – Roosendaal – Vlissingen | Rijdt alleen op weekdagen overdag en rijdt 1x/uur. Vormt tussen Amsterdam Centraal en Roosendaal een halfuursdienst met serie 2200. 's Avonds en in het weekend rijdt serie 2200 2x/uur.                               |
| 3400  | Intercity (NS) | Haarlem – Beverwijk – Alkmaar | Rijdt alleen in de spits in de spitsrichting. Rijdt niet op vrijdag. |
| 4800  | Sprinter (NS)  | Amsterdam Centraal – Haarlem – Alkmaar – Hoorn | Rijdt vanaf 20:00 uur één keer per uur tussen Alkmaar en Hoorn. |
| 14800 | Sprinter (NS)  | Uitgeest – Beverwijk – Haarlem – Amsterdam Centraal | Rijdt enkel eenmaal in de late vrijdag- en zaterdagavond en alleen richting Amsterdam Centraal. |
| 5400  | Sprinter (NS)  | Amsterdam Centraal – Haarlem – Zandvoort aan Zee | Wordt 's avonds na 20:00 en in het weekend niet tussen Amsterdam Centraal en Haarlem v.v. gereden. |
| 6300  | Sprinter (NS)  | (Den Haag Centraal – ) Leiden Centraal – Heemstede-Aerdenhout – Haarlem                                                                                                   | Rijdt na 20:00 uur en op vrijdag en in het weekend tussen Leiden Centraal en Haarlem. |
| 21460 | Intercity (NS) | Amsterdam Centraal – Haarlem | Nachtnet. Rijdt tweemaal per dag in de nachten van vrijdag op zaterdag en zaterdag op zondag in beide richtingen. |

## Bussen
Dit station beschikt over een groot aantal buslijnen, hieronder een overzicht. Connexxion beheert de concessies Haarlem/IJmond en Amstelland-Meerlanden, Qbuzz beheert de concessie Zuid-Holland Noord.
| Concessiegebied       | Platform | Lijn | Route | Bijzonderheden                                         |
| --------------------- | -------- | ---- | --- | ------------------------------------------------------ |
| Stadsdienst           |          |      | |                                                        |
| Haarlem/IJmond        | B/C      | 2    | Haarlem, Station Spaarnwoude (zuid) - Zuiderpolder - Slachthuisbuurt - Centrum - Haarlem, Station - Kleverpark - Sinnevelt - Haarlem, Delftplein/Spaarne Gasthuis                                                             |                                                        |
| Haarlem/IJmond        | C/D      | 3    | Haarlem, Schalkwijk Centrum - Spaarne Gasthuis (locatie Haarlem-Zuid) - Centrum - Haarlem, Station - Haarlem, Delftplein/Spaarne Gasthuis - Velserbroek - Driehuis - IJmuiden, Rotonde Stadspark                              |                                                        |
| Haarlem/IJmond        | A        | 7    | Haarlem, Station → Nova College → Spaarne College → Haarlem, Station | Schoolbus                                              |
| Haarlem/IJmond        | A        | 8    | Haarlem, Station → Nova College → Hogeschool Inholland → Overveen → Haarlem, Station | Schoolbus                                              |
| Haarlem/IJmond        | C        | 15   | Haarlem, Station - Haarlem, Station Spaarnwoude (noord) - Haarlem, Waarderweg | Rijdt niet in het weekend                              |
| Streekdienst          |          |      | |                                                        |
| Haarlem/IJmond        | B/C      | 14   | Heemstede, Station - Ramplaankwartier - Centrum - Haarlem, Station - Haarlem, Delftplein/Spaarne Gasthuis |                                                        |
| Haarlem/IJmond        | B/D      | 73   | Haarlem, Schalkwijk Centrum - Centrum - Haarlem, Station - Velserbroek - Beverwijk, Station - Heemskerk - Castricum, Station                                                                                                  |                                                        |
| Haarlem/IJmond        | A        | 81   | Zandvoort, Centrum - Zandvoort, Station - Bloemendaal aan Zee - Overveen - Haarlem, Station |                                                        |
| Haarlem/IJmond        | A        | 84   | Zandvoort, Station - Bloemendaal aan Zee - Overveen - Haarlem, Station | Zomerbus, rijdt alleen in de zomermaanden              |
| Zuid-Holland Noord    | E        | 250  | Leiden, Centraal Station - Leiden Bio Science Park - /Sassenheim - Lisse - Hillegom - Bennebroek - Heemstede - Haarlem, Station                                                                                               |                                                        |
| Amstelland-Meerlanden | F        | 255  | Haarlem, Station - Amsterdam, Station Bijlmer ArenA | Spitslijn                                              |
| Haarlem/IJmond        | F        | 568  | Haarlem, Delftplein/Spaarne Gasthuis → Haarlem, Station → Cruquius, Spaarne Werkt | Spitslijn                                              |
| Haarlem/IJmond        | D        | 569  | Cruquius, Spaarne Werkt → Haarlem, Station → Haarlem, Delftplein/Spaarne Gasthuis | Spitslijn                                              |
| Zuid-Holland Noord    | Jansweg  | 850  | Haarlem, Station - Lisse, Keukenhof | Alleen tijdens openingsdagen van de Keukenhof          |
| Haarlem/IJmond        | D        | N80  | Amsterdam, Leidseplein → Halfweg → Haarlem, Spaarnwoude Station → Haarlem, Station → Haarlem, Delftplein/Spaarne Gasthuis → Velserbroek → Beverwijk, Station                                                                  | Nachtbus, rijdt alleen op vrijdag- en zaterdagnacht    |
| R-net                 |          |      | |                                                        |
| Amstelland-Meerlanden | (E/)K    | 300  | (IJmuiden, Dennekoplaan - Haarlem-Noord -) Haarlem, Station - Schalkwijk - Vijfhuizen - Hoofddorp, Spaarne Gasthuis - Hoofddorp, Station - Schiphol - Amstelveen - Ouderkerk aan de Amstel - Amsterdam, Station Bijlmer ArenA | 's Nachts als N30 van/naar IJmuiden                    |
| Amstelland-Meerlanden | (E/)K    | N30  | (IJmuiden, Dennekoplaan - Haarlem-Noord -) Haarlem, Station - Schalkwijk - Vijfhuizen - Hoofddorp, Spaarne Gasthuis - Hoofddorp, Station - Schiphol - Amstelveen - Ouderkerk aan de Amstel - Amsterdam, Station Bijlmer ArenA | 's Nachts als N30 van/naar IJmuiden                    |
| Amstelland-Meerlanden | G        | 340  | Haarlem, Station - Heemstede - Hoofddorp, Spaarne Gasthuis - Hoofddorp Centrum - Hoofddorp, Station - Schiphol-Rijk - Aalsmeer - Uithoorn, Busstation                                                                         |                                                        |
| Amstelland-Meerlanden | H        | 346  | Haarlem, Station - Amsterdam, Station Zuid | Wordt gereden door Van Heugten Tours i.o.v. Connexxion |
| Amstelland-Meerlanden | F        | 356  | Haarlem, Station - Badhoevedorp - Amstelveen, Busstation - Ouderkerk aan de Amstel - Amsterdam, Station Bijlmer ArenA |                                                        |
| Haarlem/IJmond        | E        | 385  | Haarlem, Station - Haarlem, Delftplein/Spaarne Gasthuis - Santpoort - Driehuis - IJmuiden, Dennekoplaan |                                                        |

## Ontwikkeling aantal reizigers
Het aantal door NS vervoerde reizigers (per gemiddelde werkdag) ontwikkelde zich sedert 2019 als volgt:
| Jaar | Aantal reizigers |
| ---- | ---------------- |
| 2019 | 48.052           |
| 2020 | 21.108           |
| 2021 | 22.496           |
| 2022 | 33.456           |
| 2023 | 39.030           |
| 2024 | 36.507           |

## Trivia
Station Haarlem heeft een prominente plek in het muzieknummer "Een Turk in Haarlem" van Harrie Jekkers.